# Chester B. McMullen

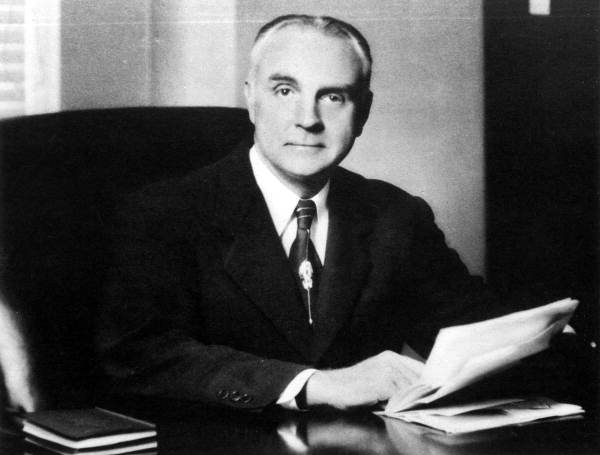
Chester B. McMullen

Chester Bartow McMullen (* 6. Dezember 1902 in Largo, Florida; † 3. November 1953 in Clearwater, Florida) war ein US-amerikanischer Politiker. Zwischen 1951 und 1953 vertrat er den Bundesstaat Florida im US-Repräsentantenhaus.

## Werdegang
Chester McMullen besuchte die öffentlichen Schulen seiner Heimat. Nach einem anschließenden Jurastudium an der University of Florida und seiner im Jahr 1924 erfolgten Zulassung als Rechtsanwalt begann er in Clearwater in seinem neuen Beruf zu arbeiten. In den Jahren 1927 und 1928 war er Staatsanwalt im Pinellas County, von 1930 bis 1950 dann im sechsten Gerichtsbezirk seines Heimatstaates. Außerdem war er noch Direktor bei der First National Bank of Clearwater.
Politisch war McMullen Mitglied der Demokratischen Partei. Bei den Kongresswahlen des Jahres 1950 wurde er im ersten Wahlbezirk von Florida in das US-Repräsentantenhaus in Washington, D.C. gewählt, wo er am 3. Januar 1951 die Nachfolge von J. Hardin Peterson antrat. Da er im Jahr 1952 auf eine weitere Kandidatur verzichtete, konnte er bis zum 3. Januar 1953 nur eine Legislaturperiode im Kongress absolvieren. Diese war von den Ereignissen des Kalten Krieges und des Koreakrieges bestimmt.
Chester McMullen starb nur wenige Monate nach seinem Ausscheiden aus dem US-Repräsentantenhaus am 3. November 1953. Er war mit Veda E. Ulmer verheiratet, mit der er zwei Kinder hatte.